# Dora (Alabama)
Dora è un comune degli Stati Uniti d'America situato nella contea di Walker dello Stato dell'Alabama.